# Litteraturåret 1872

## Händelser
- Aurora Ljungstedts Samlade berättelser börjar ges ut av Albert Bonniers Förlag (utgivningen avslutas 1882).

## Priser och utmärkelser
- Kungliga priset – Georg Scheutz
- Letterstedtska priset för översättningar – Christian Lovén för översättningen av Thomas Henry Huxleys Menniskokroppens byggnad och förutsättningar

## Nya böcker

### A – G
- Anna Karenina (1873–77) av Lev Tolstoj
- Fortællinger og Skildringer fra Norge av Jonas Lie

### H – N
- L'Année terrible av Victor Hugo
- Les étapes d'un réfractaire: Jules V allés (fransk) av Jean Richepin (debut)
- Minnesbilder (med författarens levnadsteckning av Adolf Hedin) av August Blanche
- Mäster Olof (prosaupplagan) av August Strindberg[1]

### O – U
- Onda andar av Fjodor Dostojevskij
- Rovet av Émile Zola
- Tremasteren Fremtiden av Jonas Lie

### V – Ö
- Äfventyr i skogarne eller Natty Bumppos öden bland Nordamerikas indianer av James Fenimore Cooper
- Örnarna och aftonrodnaden av J.E. Ahlstrand

## Födda
- 22 april – Henning Berger, svensk författare.
- 18 maj – Bertrand Russell, brittisk filosof, matematiker, historiker och pacifist, nobelpristagare i litteratur 1950.
- 4 oktober – John Wigforss, svensk författare, journalist och tidningsman.
- 8 oktober – John Cowper Powys, brittisk filosof, romanförfattare, poet, essäist.

## Avlidna
- 31 december – Aleksis Kivi, 38, finländsk författare.

### Fotnoter
1. ↑  ”August Strindberg”. 15 mars 1998. http://home.swipnet.se/~w-79963/Strindberg/. Läst 11 april 2011.